# Symplecta (Podoneura) apphidion
Symplecta (Podoneura) apphidion is een tweevleugelige uit de familie steltmuggen (Limoniidae). De soort komt voor in het Afrotropisch gebied.